# Styrax camporum
Styrax camporum là một loài thực vật có hoa trong họ Bồ đề. Loài này được Pohl miêu tả khoa học đầu tiên năm 1830.

## Hình ảnh

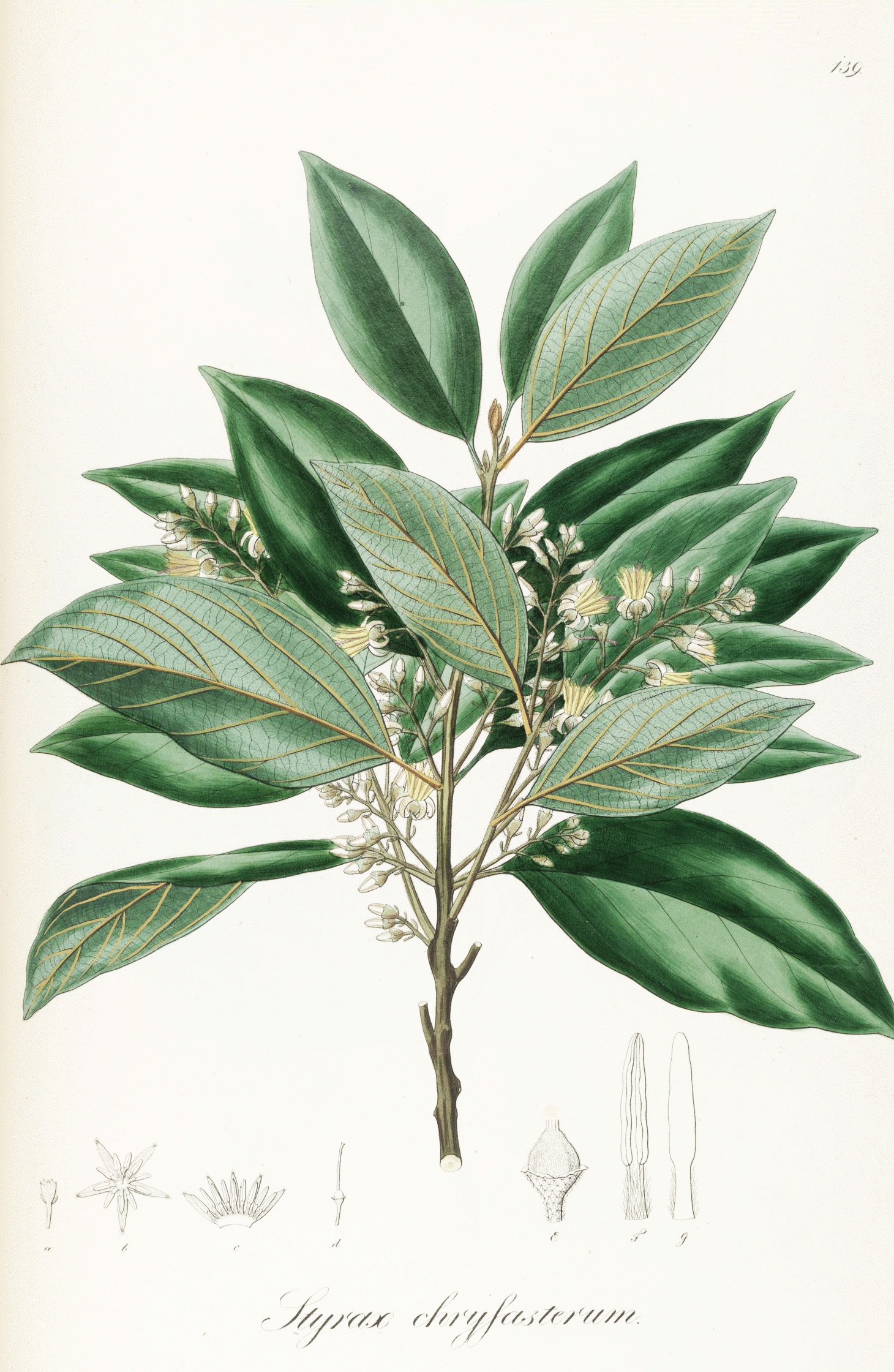